# Monohelea papuae
Monohelea papuae är en tvåvingeart som beskrevs av Tokunaga 1963. Monohelea papuae ingår i släktet Monohelea och familjen svidknott. Inga underarter finns listade i Catalogue of Life.